# Óscar Carmona
António Óscar Fragoso Carmona ([ɐ̃ˈtɔniu ˈɔʃkaɾ fɾɐˈɡozu kaɾˈmonɐ]; 24. listopadu 1869 – 18. dubna 1951) byl portugalský generál a politik, 11. prezident své země v letech 1926 až 1951. Byl republikán, nebyl však přívržencem demokratické formy vlády. Sloužil také jako ministr války v letech 1923 a 1926, jako ministr zahraničí v roce 1926 a jako 96. premiér Portugalska v letech 1926 až 1928.
Carmona patřil k nejkonzervativnějšímu křídlu strůjců puče z 28. května 1926. 9. července provedl spolu s generálem de Cordesem další převrat, jmenoval se prezidentem a převzal diktátorské pravomoci. Formálně byl zvolen roku 1928 jako jediný kandidát.
Roku 1928 Carmona jmenoval ministrem financí Antónia Salazara, roku 1932 ho povýšil na premiéra a předal mu rozhodující moc. V novém Salazarově režimu Estado Novo si sice Carmona formálně zachoval diktátorskou roli, skutečná moc však již byla pevně v Salazarových rukou.

## Vyznamenání
- komtur Řádu avizských rytířů, Portugalsko, 15. února 1919[1]
- komandér Řádu svatého Jakuba od meče, Portugalsko, 28. února 1919[1]
- komandér Řádu Kristova, Portugalsko, 28. června 1919[1]
- vekokříž Řádu avizských rytířů, Portugalsko, 5. října 1925[1]
- velkokříž Řádu svatého Mauricia a svatého Lazara, Itálie, 25. dubna 1930[2]
- Řád bílé orlice, Polsko, 1931[3]
- velkokříž s řetězem Imperiálního řádu Rudých šípů, Španělsko, 1939[4]